# Colma
Colma is een plaats (town) in de Amerikaanse staat Californië, en valt bestuurlijk gezien onder San Mateo County.
Colma staat bekend als de city of the silent, omdat er verschillende grote begraafplaatsen zijn, waaronder Cypress Lawn Memorial Park, Eternal Home, Greek Orthodox Memorial Park, Greenlawn Cemetery, Greenlawn Memorial Park, Hills of Eternity, Holy Cross Cemetery, Holy Sun Memorial Cemetery, Home of Peace Cemetery, Italian Cemetery and Mausoleum, Olivet Memorial Park, Salem Memorial Park en Woodlawn Cemetery.

## Demografie
Bij de volkstelling in 2000 werd het aantal inwoners vastgesteld op 1191.
In 2006 is het aantal inwoners door het United States Census Bureau geschat op 1401, een stijging van 210 (17,6%).

## Geografie
Volgens het United States Census Bureau beslaat de plaats een oppervlakte van
4,9 km², geheel bestaande uit land.

## Plaatsen in de nabije omgeving
De onderstaande figuur toont nabijgelegen plaatsen in een straal van 8 km rond Colma.